# Gornje Punoševce
Gornje Punoševce es un pueblo ubicado en el territorio de Vranje, en el distrito de Pčinja, Serbia.

## Superficie
Posee una superficie de 5,503 kilómetros cuadrados.

## Demografía
Hasta 2011 la población era de 30 habitantes, con una densidad de población de 5,452 habitantes por kilómetro cuadrado.